# Hydropsyche janstockiana
Hydropsyche janstockiana är en nattsländeart som beskrevs av Lazar Botosaneanu 1979. Hydropsyche janstockiana ingår i släktet Hydropsyche och familjen ryssjenattsländor. Inga underarter finns listade i Catalogue of Life.